# Марко Милованович
Марко Милованович (серб. Marko Milovanović; народився 31 грудня 1988 у м. Белград, Югославія) — сербський хокеїст, нападник. Виступає за «Партизан» (Белград) у Сербській хокейній лізі. 
Вихованець хокейної школи «Партизан» (Белград). Виступав за команди: «Партизан» (Белград).
У складі національної збірної Сербії учасник чемпіонатів світу 2007 (дивізіон II), 2009 (дивізіон II), 2010 (дивізіон I) і 2011 (дивізіон II). У складі молодіжної збірної Сербії і Чорногорії учасник чемпіонатів світу 2005 (дивізіон II) і 2008 (дивізіон III). У складі юніорської збірної Сербії і Чорногорії учасник чемпіонатів світу 2003 (дивізіон II), 2004 (дивізіон II), 2005 (дивізіон II) і 2006 (дивізіон II).